# 오노에 유야
오노에 유야(일본어: 尾上 勇也, 1985년 4월 8일 ~ )는 일본의 전 축구 선수이다.

## 구단 경력
과거 에히메 FC, 도쿠시마 보르티스, 카마타마레 사누키에서 활동하였다.